# Zoë Belkin
Pour les articles homonymes, voir Belkin (homonymie).
 (juillet 2017).
Zoë Belkin est une actrice et mannequin canadienne, née le 3 mai 1993 à Toronto (Ontario).

## Biographie
Zoë Belkin a su très jeune qu’elle voulait devenir actrice grâce à sa grand-mère artiste de maquillage.
Après des séries télévisées comme Buzz Mag, Degrassi ou Salem Falls entre 2008 et 2011, elle interprète, en 2013, le rôle de Tina Blake dans Carrie : La Vengeance, une nouvelle adaptation de l'ouvrage Carrie, de Stephen King. En 2014, elle est Ashley dans le film de Stanley Brooks (en), Les Sœurs Anderson.

## Filmographie

### Cinéma
- 2012 : The Story of Luke : Charlène
- 2013 : Carrie : La Vengeance : Tina Blake
- 2014 : Corners (Court-métrage) : Pepper
- 2017 : Garder le sourire (Kiss and Cry) : Rebecca
- 2017 : Darken : Mercy
- 2017 : Isabelle : Isabelle Pelway
- 2018 : TMI Crossing The Threeshold : Sophie Warner
- 2018 : Hotwired in Suburbia : Emily Wheeler
- 2020 : Endless : Julia
- 2022 : Road trip mortel (Ice Road Killer) : Carly

### Télévision
- 2007-2010 : The Latest Buzz (Série TV) : Rebecca Harper
- 2009 : Flashpoint (Série TV) : Gina
- 2010 : Aaron Stone (Série TV) : Meagan
- 2010 : Rookie Blue (Série TV) : Brianna
- 2011 : Breakout Kings (Série TV) : Teresa Zancanelli
- 2011 : Degrassi : La Nouvelle Génération (Série TV) : Athena
- 2011 : Mystère à Salem Falls (Salem Falls) (Téléfilm) : Chelsea
- 2016 : Deadly Inferno (Téléfilm) : Sophie
- 2019 : Ransom (Série TV) : Nicole Bell
- 2020 : Trop jeune pour l'épouser (I Do, or Die - A Killer Arrangment) (Téléfilm) : Savani Paramush
- 2022 : Secrets at the Inn (Téléfilm) : Sabrina Flores
- 2023 : Abducted on Prom Night (Téléfilm) : Kimber McCann
- 2023 : Ride (Série TV) : Georgia Turk